# Truyền thông về Sự kiện ngày 11 tháng 9

Đài ABC phát hình ảnh ghi lại từ trực thăng Chopper 880 của WCBS-AM với phóng viên Tom Kaminski lúc 9:02, có thể thấy chiếc UA175 đang tiến gần Tháp Nam.

Sự kiện 11 tháng 9 đã gây ra phản ứng lớn trên toàn thế giới, đồng thời cũng gia tăng tài liệu truyền thông xung quanh chúng. Nhiều người đã ghi lại trải nghiệm bản thân về cuộc tấn công, ảnh hưởng và chấn thuơng. Các cơ quan sau đó đã sử dụng nhiều tài liệu đó để đưa tin, điều tra và xác minh về cuộc tấn công. 
Với nhiều hình thức ghi lại được sử dụng, máy ghi hình lớn đến cầm tay, máy ảnh phim và số, đôi khi là thu âm và vẽ lại. Sự lan truyền rộng rãi của các phuơng tiện trên cùng với tác động lâu dài đến người dân đã khiến nhiều phuơng tiện lọt vào danh sách các buổi biểu diễn được công nhận vào giữa năm 2002. Giải thưởng Peabody đã được trao cho ABC và NPR vì các kênh của họ ghi lại các cuộc tấn công và Giải thưởng Pulitzer đã được trao cho sáu sự kiện xung quanh các cuộc tấn công, bao gồm hai sự kiện về nhiếp ảnh.

## Nhiếp ảnh

Những bức ảnh tuơng tự ảnh trên được phổ biến rộng khắp toàn cầu.

Do sự công khai của vụ tấn công, xảy ra vào ban ngày, sự kiện được cho là thảm họa được chụp ảnh nhiều nhất trong được cho là thảm họa được chụp ảnh nhiều nhất trong lịch sử. Sau vụ tấn công, thị trưởng Rudy Giuliani đã ban hành một lệnh hành pháp vào ngày 26 tháng 9 cấm các bức ảnh nghiệp dư về khu vực vì nó được coi là hiện trường vụ án chứ không phải là điểm thu hút khách du lịch.

Nhiều phóng viên ảnh như Kelly Guenther và Suzanne Plunkett đã nhận thức được quy mô của cuộc tấn công sau khi tòa tháp đầu tiên bị tấn công. Và có nhiều người khác được biên tập viên và cấp trên từ các địa điểm khác chỉ đạo đi về phía tòa tháp để đưa tin về vụ tấn công. Nhiếp ảnh gia Richard Drew của AP kể lại rằng anh đã đến một buổi trình diễn thời trang tại Bryant Park vào khoảng 7:30 sáng hôm đó, trước khi ngồi gần một máy quay của CNN được dựng lên vào khoảng 8:30. Anh nghe thấy người quay phim có liên lạc trực tiếp với trường quay nói: "Đã xảy ra một vụ nổ tại Trung tâm Thương mại Thế giới" trước khi điện thoại của anh reo và biên tập viên của anh nói với anh; "Quên buổi trình diễn thời trang đi. Một chiếc máy bay vừa đâm vào Trung tâm Thương mại Thế giới và anh phải đi ngay" Một phóng viên và nhiếp ảnh gia của tờ Milwaukee Journal Sentinel đã có mặt tại thành phố để đưa tin về Tuần lễ thời trang New York và đã gọi cho biên tập viên của họ sau khi xem vụ tấn công trên truyền hình, trước khi được chỉ đạo đưa tin về vụ tấn công.

Những hình ảnh cuối cùng của Bill Biggart trước khi tử vong.

Nhiều máy ảnh và cuộn phim được tìm thấy trong đống đổ nát, do các nhiếp ảnh gia sống sót làm mất hoặc gần những người thiệt mạng. Những cuộn phim và thiết bị này đã được làm sạch và xử lý, với nhiều bức ảnh được chụp cho thấy tác phẩm cuối cùng của các nhiếp ảnh gia, đặc biệt với ảnh được phục hồi của Bill Biggart. Trong số những bức ảnh được tải lên máy chủ của các nhà đài, các biên tập viên phải chọn bức nào sẽ đưa vào hoặc bức nào được coi là quá gây khó chịu để xuất bản. Trong số các biên tập viên ảnh được thăm dò ý kiến đã chọn những hình ảnh được phân loại là gây khó chịu, như những hình ảnh có nạn nhân bị mắc kẹt trên các tầng cao như (Impending Death) hoặc rơi từ các tòa nhà xuống (The Falling Man), không ai chọn những hình ảnh đó để in trên trang nhất nhưng cảm thấy rằng việc không chọn những hình ảnh đó sẽ là sự thiếu tôn trọng đối với các nạn nhân và quy mô của thảm kịch.
Các hình thức chụp ảnh khác về vụ tấn công không được phát hiện cho đến tận rất lâu sau đó, chẳng hạn như dự án Vô đề của Wolfgang Staehle.

## Truyền hình và quay phim

### Quay phim
Khi vụ tấn công bắt đầu, chỉ có hai người được biết đến đã ghi lại tác động của chiếc máy bay đầu tiên khi nó đâm vào Tháp Bắc ở New York: nhà làm phim người Pháp Jules Naudet, người đang ghi hình cho một bộ phim tài liệu về Sở Cứu hỏa New York; và du khách người Séc Pavel Hlava, người đã vô tình ghi lại vụ tấn công khi đang làm một video hành trình du lịch để gửi về nhà cho gia đình. Tác động của Chuyến bay 175 đối với Tháp Nam đã được nhiều nhà quay phim nghiệp dư và trên nhiều hãng tin đưa tin về Trung tâm Thương mại Thế giới sau tác động của Chuyến bay 11 ghi lại. Hai camera an ninh ra vào đã ghi lại cú đâm tại Lầu Năm Góc và tác động của Chuyến bay 93 ở Pennsylvania chỉ được ghi lại dưới dạng đám mây hình nấm trong một video duy nhất. Các cuộc tấn công cũng được lực lượng thực thi pháp luật địa phương ghi lại, chẳng hạn như Sĩ quan Glen Pettit, người quay phim cho Sở Cảnh sát New York.
Jules và Gédéon Naudet là những nhà làm phim nghiệp dư người Pháp có mặt tại hiện trường vụ tấn công khi họ đang quay một bộ phim tài liệu về các thành viên của Đội cứu hỏa Engine 7, Ladder 1 ở Hạ Manhattan và đã theo chân lính cứu hỏa trong một cuộc gọi thường lệ sau một vụ rò rỉ khí gas nghi ngờ ở ngã tư đường Lispenard và Church. Khi nghe thấy tiếng máy bay bay qua, Jules Naudet đã chĩa máy quay để theo dõi nó và tình cờ quay được. Anh tiếp tục quay trong suốt vụ tấn công và cuộc sơ tán, thu thập được khoảng 180 giờ cảnh quay. Hai anh em, theo lời thừa nhận của chính họ, đã cố gắng không quay phim bất kỳ ai trong số những người đã chết khi họ ở hiện trường do cháy bỏng, nhảy lầu hoặc bị chấn thương mảnh rơi.
Có nhiều video được quay và gửi cho các nhà đài (như đoạn phim của Jules Naudet được gửi cho đài CNN) nhưng một số giữ bí mật, chẳng hạn như Caroline Dries, người đã quay cảnh tấn công từ phòng của cô trên tầng 32 trên Phố Water và giữ đoạn phim trong gần 10 năm. Sau khi công bố đoạn phim, cô ấy tuyên bố rằng phải mất mười năm cô ấy mới hiểu tại sao đoạn phim lại đặc biệt và đôi khi sẽ tốt hơn hoặc dễ dàng hơn nếu không quay nó và chỉ cần bỏ đi.

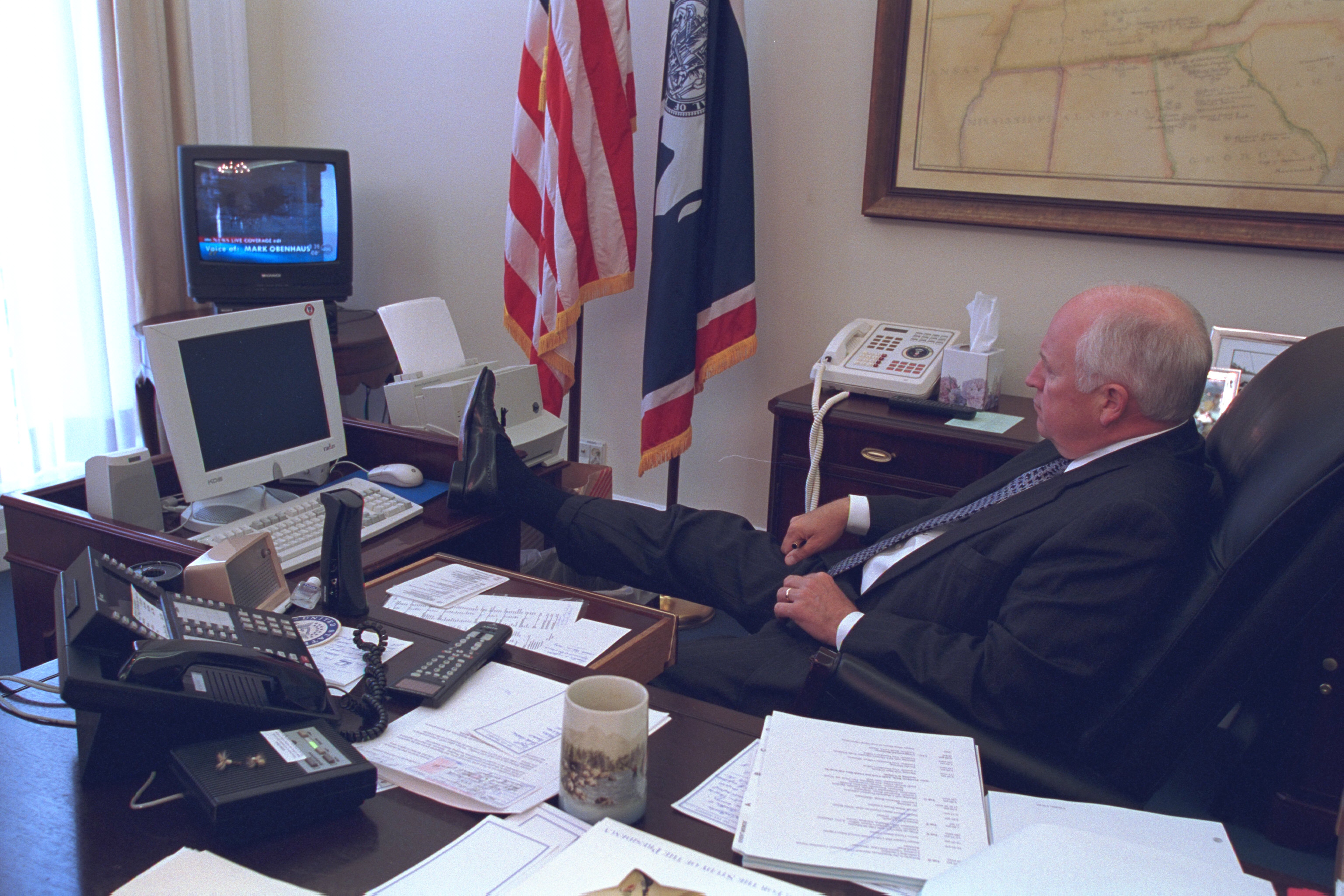
Phó Tổng thống Dick Cheney xem truyền hình đài ABC.

### Truyền hình
Do phản ứng về các cuộc tấn công, nhiều phóng viên và đội ngũ sản xuất truyền hình của họ đã phải tranh giành thông tin và đưa tin trực tiếp từ các địa điểm gần nơi xảy ra các cuộc tấn công nhất có thể. Điều này cho phép họ nắm bắt được phản ứng của dân thường, những người ứng cứu và các nhà lãnh đạo chính trị khi các sự kiện diễn ra, khiến nhiều nội dung bằng lời nói được phát sóng cho công chúng trở nên tự phát và mang tính cảm xúc. Ngay cả các chương trình sau đó như The Late Show with David Letterman cũng cho thấy những phản ứng cảm xúc đối với các cuộc tấn công thay vì một câu chuyện hấp dẫn. Tom Brokaw, người dẫn chương trình của NBC News đã tuyên bố rằng do thiếu hiểu biết về vụ tấn công, ông cùng với nhiều người khác đã phản ứng mạnh với các cảnh quay trực tiếp. Nhiều đài đã dành riêng cho việc đưa tin liên tục về các cuộc tấn công khi mức độ thiệt hại được đánh giá, khả năng xảy ra nhiều cuộc tấn công hơn đã giảm xuống và những tiết lộ quan trọng về vai trò của Osama bin Laden và al-Qaeda đã được nhắc đến. Có khoảng gần 80 triệu người xem đã xem chương trình phát sóng vào giờ nóng hoặc tin tức truyền hình cáp vào ngày xảy ra vụ tấn công.

Phóng viên Aaron Brown nhìn vào Tháp Nam sụp đổ trên nóc tòa nhà đài CNN.

Các kênh đài như WNYW, trong chương trình Good Day New York, đã phát sóng cảnh quay gần như ngay lập tức (do có phóng viên đứng lúc AA11 đâm), và CNN đã phát trực tiếp cảnh WTC lúc 8:49 sáng, gần ba phút sau khi chiếc máy bay đầu tiên đâm vào. Các kênh khác đã sử dụng phạm vi phủ sóng của kênh tin tức để truyền bá thông tin, với VH1 và MTV sử dụng tài liệu của CBS, và ESPN-ESPN2 sử dụng tài liệu của ABC. Vào cuối ngày, công ty Nielsen ước tính rằng ít nhất 80 triệu người Mỹ đã xem tin tức vào buổi tối, trong khi một ước tính khác của Đại học Georgia cho rằng khoảng hai tỷ người trên thế giới đã xem vụ tấn công theo thời gian thực hoặc thông qua tin tức.
Hơn một tuần sau vụ tấn công, một báo cáo của Trung tâm nghiên cứu Pew cho thấy 89% người Mỹ được thăm dò đã đánh giá tích cực các phương tiện truyền thông về báo cáo vụ cuộc tấn công và 90% số người được hỏi đã biết được tin tức về các cuộc tấn công qua truyền hình. Một đánh giá của các đài tin tức cho thấy rằng trong năm giờ đầu tiên của chương trình đưa tin trực tiếp, tin đồn hoặc suy đoán đã được đưa tin 84 lần, và được rút lại khi thông tin trở nên dễ hiểu hơn.

### Radio
Khi đang phát trực tiếp chuơng trình The Howard Stern Show trên 92.3 WXRK, Howard Stern và nhóm của ông đã biết về vụ tấn cônng khi xem chương trình truyền hình tại phòng thu âm của họ ở New York. Một số người dẫn chương trình đã kể lại cú sốc xảy ra với những người trong ngành khi phải chuyển từ chương trình hàng ngày của họ sang ghi chép, báo cáo và trả lời các cuộc gọi điện thoại về thảm họa theo thời gian thực. Một người dẫn chương trình ở Jersey City, có thể nhìn trực tiếp WTC từ văn phòng của họ, cho biết họ đang thảo luận xem liệu có các cuộc gọi lừa dối hay không, khi các cuộc gọi về việc có khả năng trực thăng đâm vào tòa tháp bắt đầu. Một người dẫn chương trình khác của một đài ở Los Angeles, người đã phát sóng trực tiếp vào ngày hôm đó cho biết cô ấy liên tục bình tĩnh trong khi trả lời các cuộc gọi và nhớ rằng không có bài nhạc nào được phát. Cô ấy cũng nói rằng cô ấy và người dẫn chương trình kia đã ở lại lâu hơn giờ tan làm của họ, trong khi cố gắng đưa thông tin đến công chúng nhanh nhất có thể. Các đài phát thanh ở New York như WINS 1010 và WCBS 880 đã cập nhật thông tin về việc đóng cửa thành phố để mọi người có thể sơ tán, cũng như gọi cho số nào để báo cáo về việc ai đó mất tích hoặc tìm nơi quyên góp.

## Viễn thông
Chi tiết tại Liên lạc trong Sự kiện 11 tháng 9

### Radio, đàm và liên lạc máy bay
Những kẻ không tặc không biết cách vận hành đúng hệ thống radio và hệ thống liên lạc nội bộ của máy bay, nên một số thông báo của chúng đã vô tình được gửi đến các kiểm soát viên không lưu. Những bình luận này, cùng với việc các tiếp viên hàng không có khả năng liên lạc trên máy bay, giúp các quan chức có thể biết được hoạt động của những kẻ không tặc. Các cuộc gọi được thực hiện từ máy bay đã trở thành những bằng chứng và sự kết nối cuối cùng, chẳng hạn như một thư thoại do phi công Brian David Sweeney trên Chuyến bay 175 để lại cho vợ, bắt đầu bằng: "Jules, anh là Brian. Nghe này, anh đang ở trên một chiếc máy bay đã bị không tặc."
Theo Báo cáo Ủy ban 11/9, có 13 hành khách từ Chuyến bay 93 đã thực hiện tổng cộng hơn 30 cuộc gọi cho cả gia đình và nhân viên cứu hộ (hai mươi hai cuộc gọi điện thoại trên không được xác nhận, hai cuộc gọi được xác nhận và tám cuộc gọi không được chỉ định trong báo cáo). Brenda Raney, phát ngôn viên của Verizon Wireless, cho biết liên lạc của Chuyến bay 93 được hỗ trợ bởi một số trạm phát sóng di động. Có báo cáo rằng có ba cuộc gọi từ Chuyến bay 11, năm cuộc gọi từ Chuyến bay 175 và ba cuộc gọi từ Chuyến bay 77. Hai cuộc gọi từ các chuyến bay này đã được ghi lại, do tiếp viên hàng không thực hiện: Betty Ong trên Chuyến bay 11 và CeeCee Lyles trên Chuyến bay 93.

### Máy nhắn tin
Vì vụ tấn công xảy ra trong thời kỳ chuyển giao công nghệ, nhiều nạn nhân đã sử dụng máy nhắn tin thay vì điện thoại di động để liên lạc với bạn bè và gia đình. Một số tin nhắn này đã được Wikileaks thu thập và công bố vào năm 2009, dù tính xác thực của các tin nhắn này chưa chắc chắn. Trong số các tin nhắn này, phân tích cho thấy cụm từ "plane has crashed" được sử dụng thường xuyên nhất vào khoảng 9 giờ sáng, cùng với "unconfirmed reports". Trong suốt cả ngày và vụ tấn công, bốn cụm từ nhất quán nhất được dùng là "please call home", "call me ASAP", "call your mother" và "call your wife". Một người phụ nữ sống sót đang ăn trong căng tin trên tầng 43 của Tháp Bắc lúc đó, cho biết cô nhận được một bản tin trên máy nhắn tin của mình thông báo rằng một chiếc máy bay đã đâm vào Trung tâm Thương mại Thế giới.

Một người đàn ông gọi điện khi vụ tấn công xảy ra.

Nhiều phóng viên cũng sử dụng máy nhắn tin để liên lạc cho văn phòng. Một phóng viên của WTOP đã sử dụng máy nhắn tin của mình để truyền đạt tin tức anh ta nghe được qua đàm cảnh sát về một chiếc máy bay thứ hai có khả năng đang lao tới. Sau đó, anh ta kể lại việc cố gắng gửi tin: "Báo cáo chưa được xác nhận. Cảnh sát Arlington cho biết FAA cảnh báo một chiếc máy bay bị cướp khác cách Lầu Năm Góc mười lăm dặm và đang hướng về phía đó." thông qua máy nhắn tin Motorola của mình.

### Điện thoại
Điện thoại đóng vai trò quan trọng trong vụ tấn công vì chúng ghi lại những gì đang xảy ra và truyền thông tin cho nạn nhân, gia đình, bạn bè hoặc lực lượng ứng cứu đầu tiên, nhưng chúng cũng bị tàn phá nặng nề sau đó. Mạng lưới cáp  của Verizon Communications nằm gần đó đã bị phá hủy 300.000 đường dây kết nối và 4,5 triệu mạch dữ liệu, đồng thời 10 tháp di động bị vô hiệu hóa. Điều này khiến 14.000 doanh nghiệp và 20.000 khách hàng mất dịch vụ.

#### Điện thoại di động
Công nghệ điện thoại di động vẫn đang được phát triển vào thời điểm xảy ra vụ tấn công, khả năng của chúng vẫn còn hạn chế. Chỉ có khoảng 1 triệu điện thoại di động được sử dụng tại thời điểm đó. Tuy nhiên, nhiều học giả nhận thấy rằng việc áp dụng điện thoại di động ngày càng tăng đã cho phép tạo ra các mạng lưới liên lạc tự phát, vượt qua các hệ thống liên lạc tập trung hơn. Hầu hết mọi người sử dụng thư thoại để trao đổi. Nhiều bản ghi thư thoại được đưa vào bởi những cá nhân ghi lại và nằm trong các kho lưu trữ về phản ứng của các nạn nhân và người sống sót. Những người khác có thể liên lạc với các thành viên trong gia đình của họ trước, trong hoặc sau vụ tấn công. Một người phụ nữ từng trải qua vụ đánh bom năm 1993 đã gọi cho mẹ cô và giục bà bật tivi trong khi cô nói chuyện với bà về tình trạng trong tòa tháp mà bà đang ở và chào tạm biệt mẹ. Một người đàn ông sau đó đã kể rằng có nhiều người mà anh ta nhìn thấy gần Ground Zero cầm điện thoại di động và rất lo lắng vì không thể liên lạc với những người trong tòa nhà. Một người khác đang sơ tán cùng những người khác trong tòa nhà của mình phát hiện ra rằng mạng dịch vụ của họ bị quá tải. Verizon Communications, với hơn 20 triệu khách hàng toàn quốc đã báo cáo rằng công ty đã gặp phải lưu lượng truy cập nhiều hơn 50–100% so với bình thường trên mạng lưới toàn quốc của mình sau vụ tấn công. Việc mất đường dây điện thoại không ngăn cản những người sống sót bị mắc kẹt trong đống đổ nát gọi cứu hộ bằng điện thoại di động của họ.

#### Các bốt công cộng
Trên khắp khu vực tấn công, các bốt điện thoại công cộng trả tiền trên các phố và gần các doanh nghiệp đã trở thành một phuơng tiện quan trọng trong giao tiếp và truyền đạt thông tin. Một số công ty như Verizon đã cho phép tất cả các cuộc gọi nội hạt trong khu vực tấn công miễn phí cho khoảng 4.000 bốt điện thoại công cộng. Hai cư dân sống gần khu tấn công đã kể lại trong một bài phỏng vấn sau đó rằng cả hai đều quan sát thấy những hàng dài chờ đợi gọi điện vì một số đường dây cá nhân không hoạt động trong khi đường dây cố định và các bốt điện thoại công cộng vẫn hoạt động. Các phóng viên của các hãng thông tấn địa phương cũng được trong hàng người đang gửi tin qua các bốt điện thoại công cộng.

### Vô tuyến
Sau vụ đánh bom năm 1993, các bộ lặp vô tuyến liên lạc của Sở Cứu hỏa Thành phố New York đã được lắp đặt trong khu phức hợp WTC. Vì họ không biết rằng cần phải vận hành một số bộ điều khiển để kích hoạt hoàn toàn hệ thống bộ lặp, nên các đội trưởng cứu hỏa tại khu chỉ huy của họ ở sảnh Tháp Bắc nghĩ rằng bộ lặp không hoạt động và đã không sử dụng nó, mặc dù nó đã hoạt động và được một số lính cứu hỏa sử dụng. Các nỗ lực cứu trợ khẩn cấp ở cả Hạ Manhattan và Lầu Năm Góc đã được hỗ trợ bởi các nhà vô tuyến nghiệp dư tình nguyện trong những tuần sau vụ tấn công. Các thành viên của Dịch vụ Khẩn cấp Vô tuyến Nghiệp dư (ARES) và Dịch vụ Khẩn cấp Vô tuyến dân sự Nghiệp dư (RACES) đã chuẩn bị cho một cuộc thử nghiệm mô phỏng  sắp tới vào tháng 10 năm 2001. Các thành viên của RACES trên khắp Hoa Kỳ đã cùng với các thành viên ARES thông báo tình trạng khẩn cấp ngay sau khi thông tin về vụ tấn công được truyền đi và đã giúp truyền đạt thông tin và phối hợp với các quan chức địa phương và liên bang.